# Exit-Deutschland
Exit-Deutschland (Eigenschreibweise: EXIT-Deutschland) ist eine vom Kriminalisten und ehemaligen Kriminaloberrat Bernd Wagner und dem ehemaligen Neonazi Ingo Hasselbach im Jahr 2000 gegründete Initiative des Zentrums Demokratische Kultur (ZDK). Sie hilft Aussteigewilligen aus der rechtsextremen Szene und Familien, die ihre Angehörigen aus dem Neonazi-Spektrum herauslösen wollen.

## Geschichte und Tätigkeitsfelder
Seit Sommer 2000 bietet Exit-Deutschland als erste deutsche Initiative für Aussteiger aus der rechtsradikalen Bewegung Beratung und Kontakte an. Projekte von Exit-Deutschland werden bis Ende 2023 überwiegend durch das Bundesministerium für Familie, Senioren, Frauen und Jugend und Spenden gefördert. Exit-Deutschland hilft nach eigenen Angaben Aussteigenden, neue Perspektiven außerhalb der rechtsradikalen Bewegung zu finden. Dabei werden Kontakte vermittelt und praktische Hilfen in Sachen Sicherheit, soziale Probleme, Bildung, Arbeit und der persönlichen Aufarbeitung gegeben. Eine wirtschaftliche und soziale Absicherung sowie Schutz vor strafrechtlicher Verfolgung für ehemalige Rechtsradikale gibt es nicht. Exit-Deutschland sowie der Träger ZDK Gesellschaft Demokratische Kultur gGmbH lehnen Zusammenarbeit ohne rechtliche Grundlage mit Sicherheitsbehörden ab.
Exit-Deutschland analysiert rechtsradikale Bestrebungen, arbeitet mit Wissenschaft und Medien zusammen, um über rechtsradikale Ideologien und Handeln aufzuklären, zeigt Möglichkeiten demokratischen Handelns und der Deradikalisierung und berät Projekte und Institutionen. Exit hat verschiedene Kinofilme in der Umsetzung begleitet, dazu zählen u. a.: Roots Germania, Die Arier, Kriegerin, „Verbotene Filme“, Er ist wieder da und Produktionen wie das Doku-Format RealTalk, zur Netflix-Serie Dogs of Berlin, unterstützt.
Exit-Deutschland verfügt über ein nationales und internationales Netzwerk an Partnern in der Ausstiegs- und Distanzierungsarbeit. Dieses erlaubt den Austausch auf allgemeiner fachlicher Ebene und im konkreten Fall- und Phänomenbereich und dient der kollegialen Beratung. EXIT-Deutschland ist Mitgründer der Bundesarbeitsgemeinschaft „Ausstieg zum Einstieg“ (BAG), war bis 2016 Mitglied und im Sprecherrat. 2016 ist EXIT-Deutschland aus der BAG ausgetreten und ist fortan assoziierter Partner. Darüber hinaus berät Exit-Deutschland Projekte, Initiativen, Arbeitsgruppen und Entscheidungsträger in Deradikalisierung, Rechtsextremismus und Rechtsterrorismus. Projekte und Initiativen von Exit-Deutschland werden von der europäischen Kommission als „inspiring practices“ empfohlen und befinden sich in der Online-Datenbank der europäischen Kommission.

## Ausstieg
Ein Ausstieg ist laut der Definition von Exit-Deutschland dann erfolgt, wenn es eine kritische Reflexion, Aufarbeitung und ein erfolgreiches Infragestellen der bisherigen Ideologie gegeben hat. Dazu gehört, dass die Bindungen an rechtsradikale Strukturen aufgelöst sind und ein weitgehend verfolgungsfreies Leben möglich ist. Eine Kontaktaufnahme ist laut Exit-Deutschland über Telefon, E-Mail, SMS und Briefpost möglich. Darüber hinaus gibt die Initiative an, dass persönliche Gespräche mit Aussteigern, sofern möglich, auch in Gefängnissen geführt werden. Damit möchte man die Kontaktaufnahme und Haftbetreuung sicherstellen. Bei Problemen der Sicherheit wird nach den gegebenen Möglichkeiten, beispielsweise wenn Angriffe oder Verfolgungen aus der militanten rechtsradikalen Szene drohen oder erfolgen, geholfen.

### Begleitung und Beratung
Mit den Aussteigenden wird an der Überwindung der Ideologie und der Aufarbeitung der Vergangenheit, einschließlich begangener Straftaten gearbeitet. Exit-Deutschland hilft Aussteigenden bei der Entwicklung persönlicher Kompetenzen und Einsichten zur Neugestaltung der persönlichen Beziehungen und der Neuorientierung im Alltag in Schule, Lehre und Beruf. Exit-Deutschland unterstützt nach Möglichkeit auch bei der Entfernung von rechtsextremen Tattoos. Von Mai 2000 bis Juni 2019 begleite Exit nach eigenen Angaben 746 Personen bei ihrem Ausstieg.

### Regionale Kontaktmöglichkeiten
Exit-Deutschland verfügt, neben der bundesweiten Kontaktaufnahme, über regionale Partner in verschiedenen Bundesländern, in Sachsen, Mecklenburg-Vorpommern und Bayern. Diese sollen in den Regionen Hilfen im Ausstieg aus rechtsextremen Gruppen und ihrer Ideologie sowie Integration in das gesellschaftliche Leben, Familienhilfen und Unterstützung von Aussteigenden im Justizvollzug sowie bei der Wiedereingliederung leisten.

## Journal

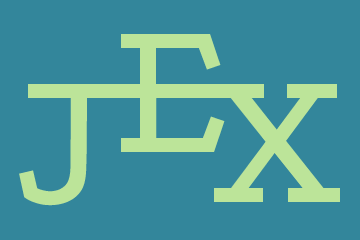
JEX – Das Journal von Exit-Deutschland

Die Initiative gibt seit 2008 das Journal Exit-Deutschland, kurz JEX, heute als Open-Access-Online-Journal mit dem Titel Journal Exit-Deutschland. Zeitschrift für Deradikalisierung und demokratische Kultur heraus.
Das Journal EXIT-Deutschland (JEX) ist eine Zeitschrift im deutschsprachigen Raum für den wissenschaftlich interdisziplinären Austausch mit der Praxis über Deradikalisierung, Extremismus und demokratische Kultur mit wissenschaftlichem Anspruch. Dabei ist das Journal grob in zwei Bereiche unterteilt: den wissenschaftlich-theoretischen und den praktischen Teil.
Beide Bereiche sollen sich in einem Dialog, verbunden durch eine Schwerpunktsetzung für jede Ausgabe, gegenseitig ergänzen. Beiträge von Wissenschaftlern jeder Stufe, die zu den Themenbereichen freiheitsfeindliche Radikalität und im Zuge dessen zu Extremismus, Radikalisierung, Terrorismus, Deradikalisierung o. ä. forschen, sowie Artikel von Praktikern aus der Deradikalisierungsarbeit.

## Förderung
Exit-Deutschland finanziert sich über Spenden und Projektförderungen. 2013 erging ein Kabinettsbeschluss der damaligen Bundesregierung, die Initiative langfristig zu fördern. Seit 2015 wird Exit im Rahmen des Programms der Bundesregierung Demokratie leben! bis 2019 im Programmbereich Strukturförderung zum bundeszentralen Träger gefördert.
Im Nachfolgeprogramm der Bundesregierung ab 2020 war die Ausstiegshilfe und Deradikalisierung aus militanten Gruppen, von Frauen und Kindern jenseits der Sicherheitsbehörden auf Bundesebene ausdrücklich trotz internationaler Anerkennung nicht mehr vorgesehen. Das betraf alle Initiativen der vorbeugenden und bekämpfenden Intervention in den Phänomenbereiche des Extremismus, die vom Bundesministerium für Familie, Senioren, Frauen und Jugend (BMFSFJ) gefördert wurden.

### Förderperioden
- 2024–2025 Gefördert im Rahmen des Programms der Bundesregierung Demokratie leben! (Bundesministerium für Familie, Senioren, Frauen und Jugend), im Programmbereich Begleitprogramm zum Bundesprogramm Demokratie leben!
- 2020–2023 Gefördert im Rahmen des Programms der Bundesregierung Demokratie leben! (Bundesministerium für Familie, Senioren, Frauen und Jugend), im Programmbereich Begleitprogramm zum Bundesprogramm Demokratie leben!
- 2015–2020 „Ausstiegshilfe und Deradikalisierung aus militanten Gruppen, von Frauen und Kindern jenseits der Sicherheitsbehörden auf Bundesebene“ gefördert Rahmen des Programms der Bundesregierung Demokratie leben! bis 2019 im Programmbereich Strukturförderung zum bundeszentralen Träger (Bundesministerium für Familie, Senioren, Frauen und Jugend)
- 2013–2014: „EXIT-Deutschland“ (Bundesministerium für Familie, Senioren, Frauen und Jugend; Sonderförderung gemäß Beschluss der Bundesregierung)
- 2009–2013: „EXIT-Deutschland – Seitenwechsel-Ausstieg als Einstieg in ein neues Leben“ (Bundesministerium für Arbeit und Soziales / Europäischer Sozialfonds (ESF); Xenos-Sonderprogramm „Ausstieg zum Einstieg“)

### Evaluation
- 2004–2005 Evaluation durch Birgit Rommelsbacher (Bundesprogramm VARIABEL) Ein Bericht liegt nicht vor. Es erschien das Buch Rommelsbacher, Birgit:Der Hass hat uns geeint – Junge Rechtsextreme und ihr Ausstieg aus der Szene, Campus, Frankfurt 2005
- 2007–2010 Evaluation der EXIT-Familienhilfe „VIELFALT TUT GUT. Jugend für Vielfalt, Toleranz und Demokratie“ und „Kompetent. für Demokratie — Beratungsnetzwerke gegen Rechtsextremismus“ Förderphase 2007 – 2010
- 2007–2010 Wissenschaftliche Begleitung der EXIT-Familienhilfe (Bundesprogramm VIELFALT TUT GUT) Abschlussbericht der Wissenschaftlichen Begleitung im Themencluster „Arbeit mit rechtsextremistisch gefährdeten Jugendlichen“ im Programm „VIELFALT TUT GUT. Jugend für Vielfalt, Toleranz und Demokratie — gegen Rechtsextremismus, Fremdenfeindlichkeit und Antisemitismus“ (Kerstin Sischka, FU Berlin)[10]
- 2006–2011 Evaluation von Projekten im Rahmen der Lokalen Aktionspläne (LAP) im Auftrag des Bundesprogramms „Vielfalt tut gut“
- 2009 Teilevaluation durch die Amadeu Antonio Stiftung im Programm Living Equality der Ford Foundation durch Andreas Zick
- 2011–2013 Evaluation durch die (GIB) Gesellschaft für Innovationsforschung und Beratung mbH Wissenschaftliches Institut Evaluation des „XENOS-Sonderprogramms Ausstieg zum Einstieg“ (Im Auftrag des Bundesministeriums für Arbeit und Soziales (BMAS))[11]
- 2015 – 2020 Programmevaluation und wissenschaftliche Begleitung im Rahmen des Förderprogramms „Demokratie leben!“.[12]
- 2017 – 2020 Evaluation „Demokratie leben!“. Zweiter Bericht der Bundesregierung über Arbeit und Wirksamkeit der Bundesprogramme zur Extremismusprävention[13]
- 2020 First-Line-Practitioners Evaluation of practices in the field of violent extremism, terrorism and organized crime response that has been conducted by the partners of the EU-project TAKEDOWN / Evaluation of Exit-Germany[14]
- 2021 – 2023 Evaluation im Rahmen des Förderprogramms „Demokratie leben!“.[15]

## Counter Narrative und Aktionen

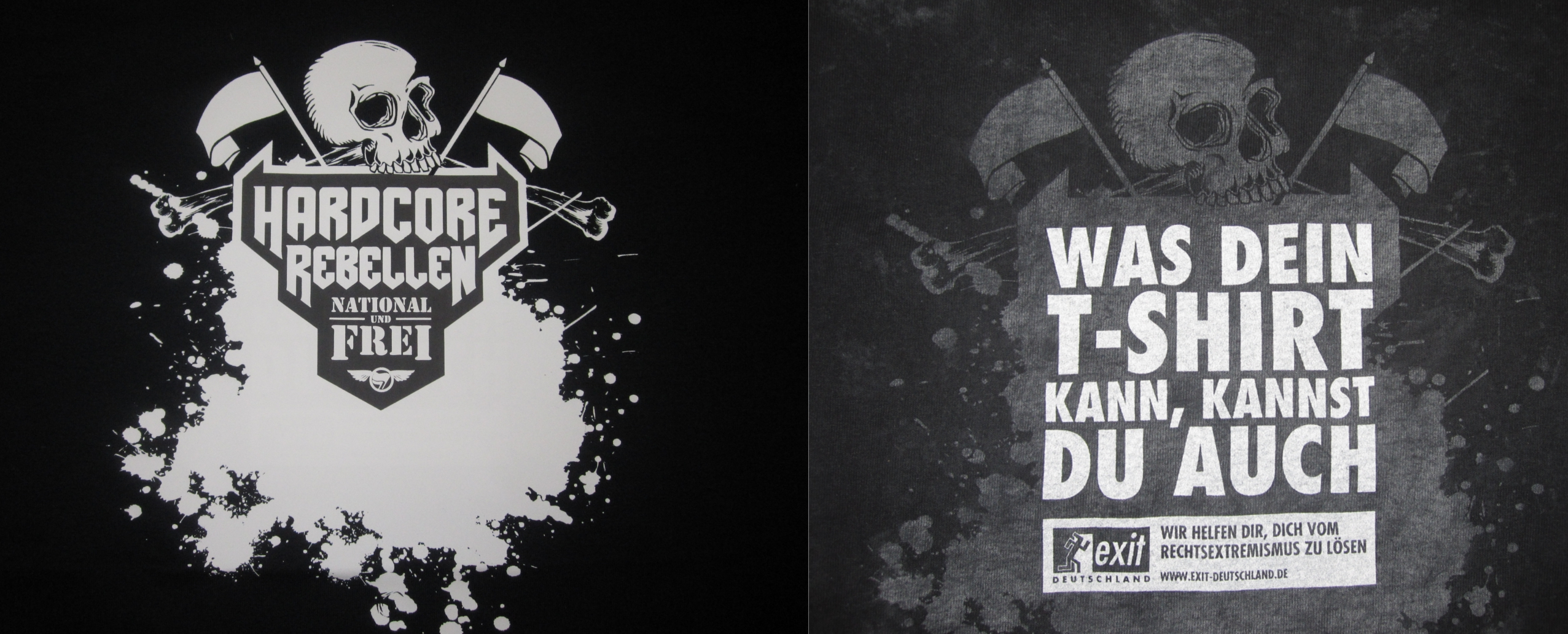
Das trojanische T-Shirt von Exit-Deutschland (links vor, rechts nach dem Waschen)

Exit-Deutschland hat verschiedene Counter Narrative und Aktionen umgesetzt, die eine generelle Auseinandersetzung mit dem Thema Ausstieg in der Zielgruppe, aber auch in der Gesellschaft insgesamt zu erreichen sollen. Laut den Machern wollen sie damit der „vorgefundenen Situation einen alternativen Entwurf [entgegenstellen] und mit konkreter Hilfe zu verbinden“ und „potentielle Aussteiger [...] auf humorige Art, auf Probleme aufmerksam machen und dabei Möglichkeiten der Auseinandersetzung aufzeigen“.

### Operation Trojaner T-Hemd
Für internationale Bekanntheit sorgte die Aktion Operation Trojaner T-Hemd, welche von der Werbeagentur Grabarz und Partner in Zusammenarbeit mit Exit durchgeführt wurde. Die T-Shirts wurden am 6. August 2011 in Gera auf dem Rechtsrockfestival Rock für Deutschland von der NPD Thüringen als Veranstalter an der Kasse kostenfrei verteilt. Erst später wurde der Aufdruck durch Waschen von einem szeneeigenen Slogan zu einer Werbebotschaft für Exit verändert. Die Operation Trojaner T-Hemd fand internationale Beachtung. Die EU-Innenkommissarin Cecilia Malmström beschrieb die Aktion anlässlich einer Fachtagung als „A good example to illustrate how extremism propaganda can be countered“ (englisch für „Ein gutes Beispiel, um zu illustrieren, wie Extremismuspropaganda entgegnet werden kann“). Die Aktion sollte das Ausstiegsangebot in der Szene bekannter machen und v. a. die jungen und noch nicht gefestigten Rechtsextremen ansprechen.

### Rechts gegen Rechts – Der unfreiwilligste Spendenlauf Deutschlands

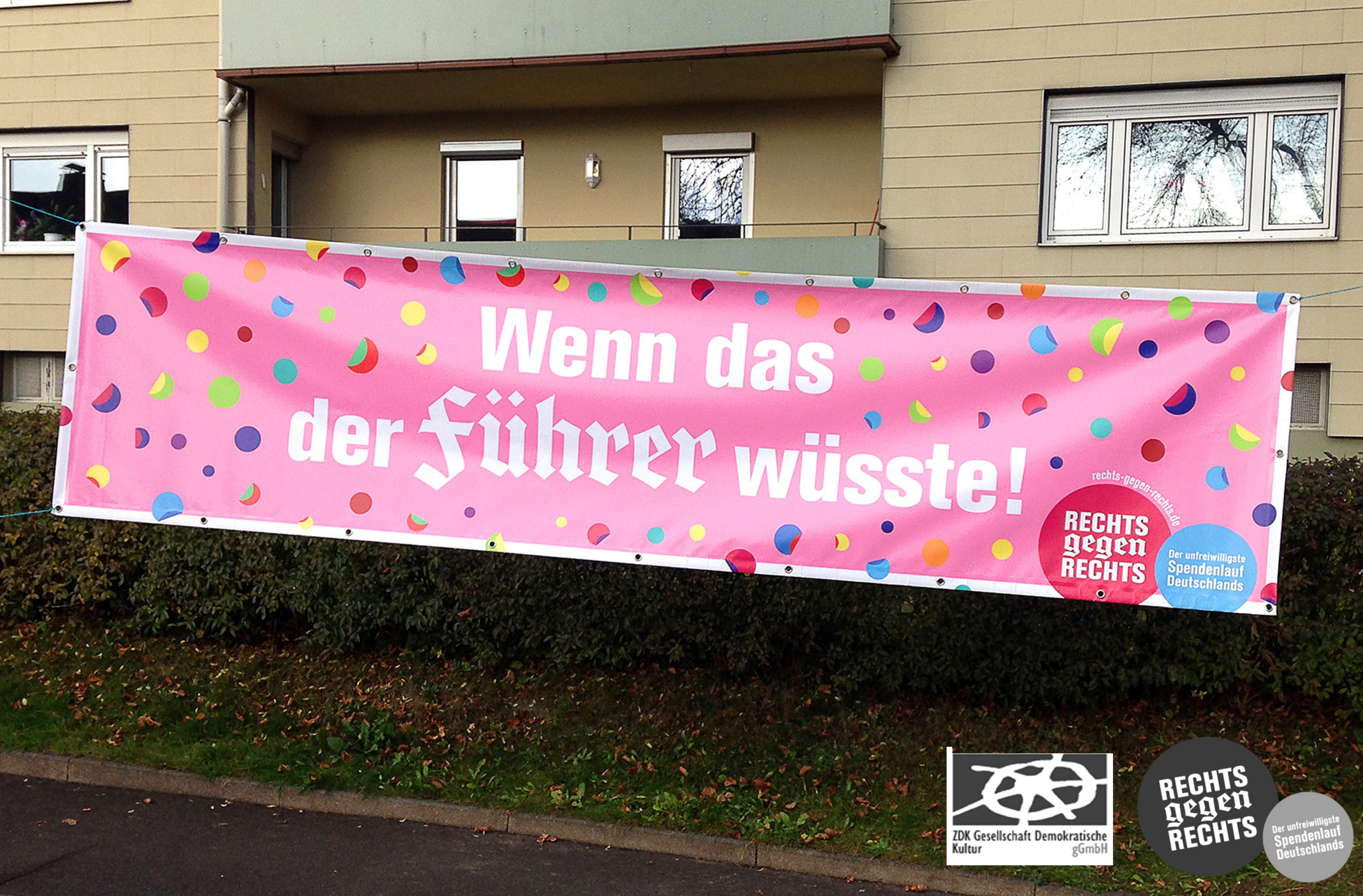
„Motivierende“ Sprüche entlang der Demonstrationsstrecke

Rechts gegen Rechts – Der unfreiwilligste Spendenlauf Deutschlands ist eine vom Zentrum Demokratische Kultur (ZDK) gGmbH im Projekt EXIT-Deutschland entwickelte Form des friedlichen Gegenprotestes im Rahmen von Neonazi-Demonstrationen. Sponsoren geben hierbei für jeden zurückgelegten Meter der Demonstranten eine zuvor bereitgestellte Spende an einen gemeinnützigen Zweck frei. Das Vermeiden von Spenden sei laut Initiatoren durch die Absage der Demonstration möglich. Entlang der Demonstrationsstrecke wurden Plakate und Banner befestigt, welche ironisch mit „motivierenden“ Sprüchen auf die Aktion Bezug nahmen. Zum Beispiel: „Wenn das der Führer wüsste“ und „Flink wie Windhunde, zäh wie Leder – und großzügig wie nie!“

### Hass hilft | die unfreiwillige Spenden-Aktion
Hass hilft (Eigenschreibweise: HASS HILFT oder HassHilft) ist eine ebenfalls vom ZDK betriebene Aktion, bei welcher für jeden in sozialen Netzwerken getätigten Hassaufruf mit Hilfe von Sponsoren ein Euro jeweils zur Hälfte an die Aktion Deutschland Hilft und Exit-Deutschland gespendet wird, was laut den Initiatoren eine komplette Umkehr der ursprünglichen Intention des Kommentars zur Folge haben soll. Mit der Aktion konnten seit 2015 mehr als 50.000 Euro Spenden für die Aktion Deutschland Hilft und 50.000 Euro für Exit-Deutschland gesammelt werden.

### Podcast-Formate
Exit-Deutschland erprobt unterschiedlichste Formen der Zielgruppenansprache. Im Rahmen des Aktionskreises ehemaliger Rechtsextremisten bzw. Exit-Deutschland werden z. B. Flyer, Postkarten und Podcasts entwickelt, die ähnlich funktionieren wie der T-Shirt-Trojaner. Mit dem 10-teiligen Videoprojekt Ausstieg (K)ein Weg zurück versucht Exit-Deutschland Informationen zum Thema Ausstieg und die rechtsextreme Szene zu vermitteln.
Seit 2020 bietet Exit-Deutschland unter dem Titel „Video-Podcast: Ausstieg & Deradikalisierung“ einen interaktiven Video-Podcast zum Thema „Deradikalisierung und Ausstieg“ an, der laut Beschreibung praktische Erfahrungen und wissenschaftliche Ansätze und Probleme der „Deradikalisierungs- und Ausstiegsarbeit“ zusammen bringen soll. Damit sollen Handlungsräume und Potentiale zu erörtert und für Praktiker im Feld zu erschlossen werden.
2021 veröffentlichte Exit-Deutschland seine Audio-Podcast zur Ausstellung „Haut, Stein“ von Jakob Ganslmeier. Für den Podcast wurden Interviews mit ehemaligen Neonazis eingesprochen. Es handelt sich dabei um die Geschichten von fünf Männern und zwei Frauen, die von ihrem Ein- und Ausstieg, über Gründe, Zweifel, von der Entscheidung bis zum Bruch, von ihrem Leben nach dem Ausstieg und der Entfernung von Szenetattoos erzählen. Während die Ausstellung die Entfernung der Tattoos fotografisch dokumentiert, wird durch die Geschichte die Person hinter den Fotografien sichtbar. Die Geschichten wurden von Felix Lobrecht, Patrick Salmen, Julia Gamez Martin, Steffen Schroeder, Felix Römer, Ariana Baborie und Kai Lüftner eingesprochen. Die Ausstellung entstand im Rahmen der 76. Gedenkveranstaltung zur Befreiung der Konzentrationslager Buchenwald und Mittelbau-Dora 1945.

## Botschafter EXIT-Deutschland
2013 wurden von Exit-Deutschland erstmals sogenannte Exit-Botschafter benannt. Laut Eigendarstellung versteht Exit den Botschafter „als Würdigung des Engagements des Einzelnen und zugleich als Repräsentant der Idee von EXIT-Deutschland“. Die ausgezeichneten Personen wurden für ihren Einsatz für „Freiheit und Würde von Menschen und damit gegen demokratie- und freiheitsfeindliche sowie menschenverachtende Ideologien“ ausgezeichnet.
Botschafter sind:
- Irmela Mensah-Schramm (2013)
- Anja Stubbe (2013)
- Andreas Petzold (2013)
- Ulrich Hauser (2013)
- Hans-Ulrich Jörges (2013)
- Gerhart Baum (2017)
- Steffen Schroeder (2017)

## Ausstellungen
Unter die Haut / Under the skin – Ehemalige Neonazis und ihre Symbole
Für das Projekt begleitete der Fotograf Jakob Ganslmeier über 3 Jahre die Arbeit von EXIT-Deutschland und die Ausgestiegenen in ihrem Ausstiegsprozess. Das Projekt ist eine Kombination aus Fotografien und Interviews und soll den Prozess tiefgreifender Veränderungen sichtbar machen. Durch das Projekt „Unter die Haut / Under the skin – Ehemalige Neonazis und ihre Symbole“ sichtbar wird. Die Ausstellung besteht aus 13 gerahmten 120 cm × 96 cm großen Porträt-Bildern. Die Ausstellung wurde im Brandenburgischen Landesmuseum für moderne Kunst erstmals präsentiert. Sowie vom 14. August 2020 bis zum 14. Februar 2021 unter dem Titel „Haut, Stein“ in der Zitadelle Spandau präsentiert.
Anlässlich des 76. Jahrestages der Befreiung des Konzentrationslagers Buchenwald und Mittelbau-Dora initiierte die Stiftung Gedenkstätten Buchenwald und Mittelbau-Dora, die Ausstellung „Haut, Stein“ von Jakob Ganslmeier in Kooperation mit EXIT-Deutschland erstmals als Installation im öffentlichen Raum.
Podcast zur Ausstellung „Haut, Stein“
Teil der Ausstellung ist der Podcast, der die Geschichten von fünf Männern und zwei Frauen erzählt von ihrem Ein- und Ausstieg: über Gründe, Zweifel, von der Entscheidung bis zum Bruch, von ihrem Leben nach dem Ausstieg und der Entfernung von Szenetattoos.

## Publikationen
Literaturübersicht
- Die Botschaft: Ehemalige Rechtsextreme in der schulischen Bildung – Eine Erfahrungsskizze. Berd Wagner In: Frühere Extremisten in der schulischen Präventionsarbeit. Perspektiven aus Wissenschaft und Praxis. Bonn 2020.
- EXIT-Deutschland/HAYAT-Deutschland – Ausgangspunkte, Prinzipien und Richtpunkte der Aktivitäten von aus extremistischen Kontexten Ausgestiegener in der Counter- und Formaten der Bildungsarbeit. Bernd Wagner, Fabian Wichmann. EXIT-Deutschland 2019 (aktualisierte Fassung Oktober 2019). Online abrufbar.
- Risikoeinschätzung Radikalisierter und Risikomanagement in der Fallarbeit Prognoseinstrumente und ihre Relevanz aus praktischer Sicht. Michail Logvinov. Schriftenreihe Zentrum Demokratische Kultur, Edition Widerschein, Berlin 2019.
- Risiko- und Gefahrenbewertung im Umgang mit politisch-ideologisch-religiös radikalen Personen. Michail Logvinov; Tabea FischerEdition Widerschein, Schriftenreihe Zentrum Demokratische Kultur, Berlin 2019.
- Ausstiegsblätter – Hinweis zum Ausstieg mit EXIT-Deutschland / Maßnahmen im Rahmen der Qualitätssicherung zu Ausstieg und Deradikalisierung. Bernd Wagner; Fabian Wichmann; Ulrike Krause; EXIT-Deutschland 2014.
- EXIT-Deutschland/HAYAT-Deutschland – Ausgangspunkte, Prinzipien und Richtpunkte der Aktivitäten von aus extremistischen Kontexten Ausgestiegener in der Counter- und Formaten der Bildungsarbeit. Bernd Wagner; Fabian Wichmann. EXIT-Deutschland 2019 (aktualisierte Fassung Oktober 2019).
- Rechtsextremismus und Arbeitswelt: Ausstiege, Einstiege, Interdependenzen Text: Andreas Speit
- Letzter Halt: Ausstieg Wege aus der rechtsextremen Szene EXIT-Deutschland, Berlin Juni 2006 Hg. ZDK Gesellschaft Demokratische Kultur gGmbH
- Zu Rechtsextremismus und Ausstiegsprozessen. Bernd Wagner, (2008): In: Blickpunkt Demokratie und Extremismus (01/12), S. 1–10.
- Erste Hilfe. Codes & Symbole EXIT-Deutschland, Berlin 2009 Hg. ZDK Gesellschaft Demokratische Kultur gGmbH
- Familien stärken – gegen Extremismus und Gewalt. Modellprojekt der ZDK Gesellschaft Demokratische Kultur gGmbH im Rahmen der Initiative EXIT-Deutschland am Beispiel des Landkreises Dahme-Spreewald. Hg. ZDK Gesellschaft Demokratische Kultur gGmbH, Berlin 2010
- Volkstod und Unsterblichkeit. Moderner Rechtsextremismus in Südbrandenburg – Agitation, Erscheinungsbild und Kontinuität. EXIT-Deutschland, Berlin Juni 2011 Hg. ZDK Gesellschaft Demokratische Kultur gGmbH
- Lagebericht. Rechtsextremismus im Landkreis Dahme-Spreewald. EXIT-Deutschland, Berlin Mai 2011 Hg. ZDK Gesellschaft Demokratische Kultur gGmbH
- Lebensbilder – Der Katalog EXIT-Deutschland, Berlin Juni 2012 Hg. ZDK Gesellschaft Demokratische Kultur gGmbH
- Tunnel Licht Blicke. Aus der Praxis arbeitsmarktorientierter Ausstiegsarbeit der Projektträger des XENOS-Sonderprogramms „Ausstieg zum Einstieg“. Hrsg. Ralf Melzer, Friedrich-Ebert-Stiftung, Forum Berlin, Projekt „Gegen Rechtsextremismus“ – Berlin, 2012
- Aussteigen aus dem Rechtsextremismus. Foto-Praxis, bildwissenschaftliche Analyse und Ausstellungsarbeit als Methoden individueller Reflexion und des wissenschaftlichen und (sozial)pädagogischen Kompetenzerwerbs. Ulrike Pilarczyk und Fabian Wichmann (2013), in: Medien Pädagogik. Zeitschrift für Theorie und Praxis der Medienbildung. Themenheft Nr. 23: Visuelle Kompetenz.

## Auszeichnungen
Exit-Deutschland wurde für seine Arbeit mehrfach ausgezeichnet. So erhielt Exit den Politikaward 2012, den Hyperland und wurde in die Best Practice-Projekt-Datenbank der Europäischen Kommission 2012 aufgenommen. Sich beziehend auf eigene Angaben von Exit erreichten das Programm mehr Anfragen von Ausstiegswilligen als das Aussteigerprogramm des Bundesamtes für Verfassungsschutz. 2013 wurde Exit-Deutschland mit dem Sonderpreis der Stadt Osnabrück ausgezeichnet.
2015 wurde die Aktion Rechts gegen Rechts – Deutschlands unfreiwilligsten Spendenlauf, die von der ZDK Gesellschaft Demokratische Kultur initiiert wurde und Spenden für Exit-Deutschland sammelte, mit dem Sonderpreis des Deutschen Fundraising Verbandes ausgezeichnet. Ferner erhielt die ZDK Gesellschaft Demokratische Kultur im selben Jahr den Mitteldeutschen Fundraisingpreis für die Aktion Rechts gegen Rechts.
Der Exit-Gründer Bernd Wagner, erhielt 2013 von Bundespräsidenten Joachim Gauck das Bundesverdienstkreuz am Bande.

## Sonstige Rezeption
Rutger Bregman nennt EXIT-Deutschland und die Aktionen als zentrales Beispiel für aktive Nächstenliebe und konstruktive Gewaltfreiheit: „Zynismus ist ein anderes Wort für Faulheit. [...] Sie [die Aussteiger] erwarten Wut und Ekel, bekommen jedoch eine ausgestreckte Hand“.